# Molok
Molok Oy es una empresa finlandesa que fabrica y comercializa contenedores soterrados de recogida de residuos profundos. En el sistema de recolección profunda desarrollado por Molok, más de la mitad de los contenedores soterrados de residuos están bajo tierra. Molok Oy opera en más de 40 países. Tiene dos filiales: Molok France y Molok Spain. Molok es una marca registrada. 

## Historia

### 1991-2009
Veikko Salli fundó Molok Oy en 1991. Durante los años ochenta había trabajado en el sector hotelero. Mientras miraba los antiestéticos y sucios contenedores de basura del patio trasero de su hotel, Salli se preguntaba en voz alta qué podría hacer con ellos. Su mujer, harta de sus reflexiones, le dijo que los enterrase bajo tierra, y así surgió la idea del soterramiento de contenedores de basura que derivó en los productos de Molok.
En 1993, Molok Oy se centró en el desarrollo y la promoción de sus productos. En la fabricación de sus productos participaban más de diez subcontratistas finlandeses. La empresa contaba con una red comercial de representantes independientes en Finlandia, Suecia, Noruega, Alemania, Suiza, Hungría, Portugal, Australia y Estados Unidos.
Molok comenzó a fabricar en el exterior grandes piezas para los pedidos de Europa del Sur en Santos-Malo (Francia), mientras que los contenedores de Molok para los mercados de Finlandia y Europea Central seguían fabricándose en Finlandia.
En 1998, Molok presentó un contenedor con varios compartimentos adecuado para clasificar distintas fracciones de residuos. Los productos piloto se vendieron a Oulu.
En 2002, Molok fabricó contenedores para la recogida de basura general, papel, vidrio, objetos metálicos pequeños y residuos orgánicos, así como para su uso en parques. Dio empleo a 22 personas en Nokia y Lavia.
En 2004, Molok perdió la protección de patente que había recibido por su sistema de recolección profunda en 1988. Molok centralizó todas sus operaciones finlandesas en Nokia y la propia empresa comenzó a moldear los cuerpos de los contenedores. En Nokia se construyó una nave de 5000 metros cuadrados para el montaje y el desarrollo de los productos del sistema Deep Collection. Los departamentos de gestión, marketing y finanzas también se encontraban en el mismo lugar.
Para 2005 Molok había producido más de 40 000 contenedores Deep Collection. La compañía contrató a 35 personas y sus áreas comerciales principales eran Finlandia, Suecia, España, Brasil, Canadá y los Emiratos árabes Unidos.
En 2007, tanto la producción como el edificio de oficinas de la empresa se encontraban en Nokia. También contaba con fábricas de montaje en Canadá, Portugal, Bélgica y Suiza.
Y en 2009, Molok ganó un largo conflicto de copia de producto. El exrepresentante de la empresa en Francia había comercializado copias del producto bajo el nombre de Molok y fue condenado a pagar una compensación sustancial. El tribunal arbitral de Hamburgo reconoció la posición de Molok Oy como el desarrollador original del método de Deep Collection y como el titular oficial de la marca comercial Molok. En mayo de 2009, la empresa participó en el evento Playful New Finnish Design durante la Semana del Diseño de Nueva York junto con Artek, Durat, Marimekko e IVANA Helsinki.

### 2010-presente

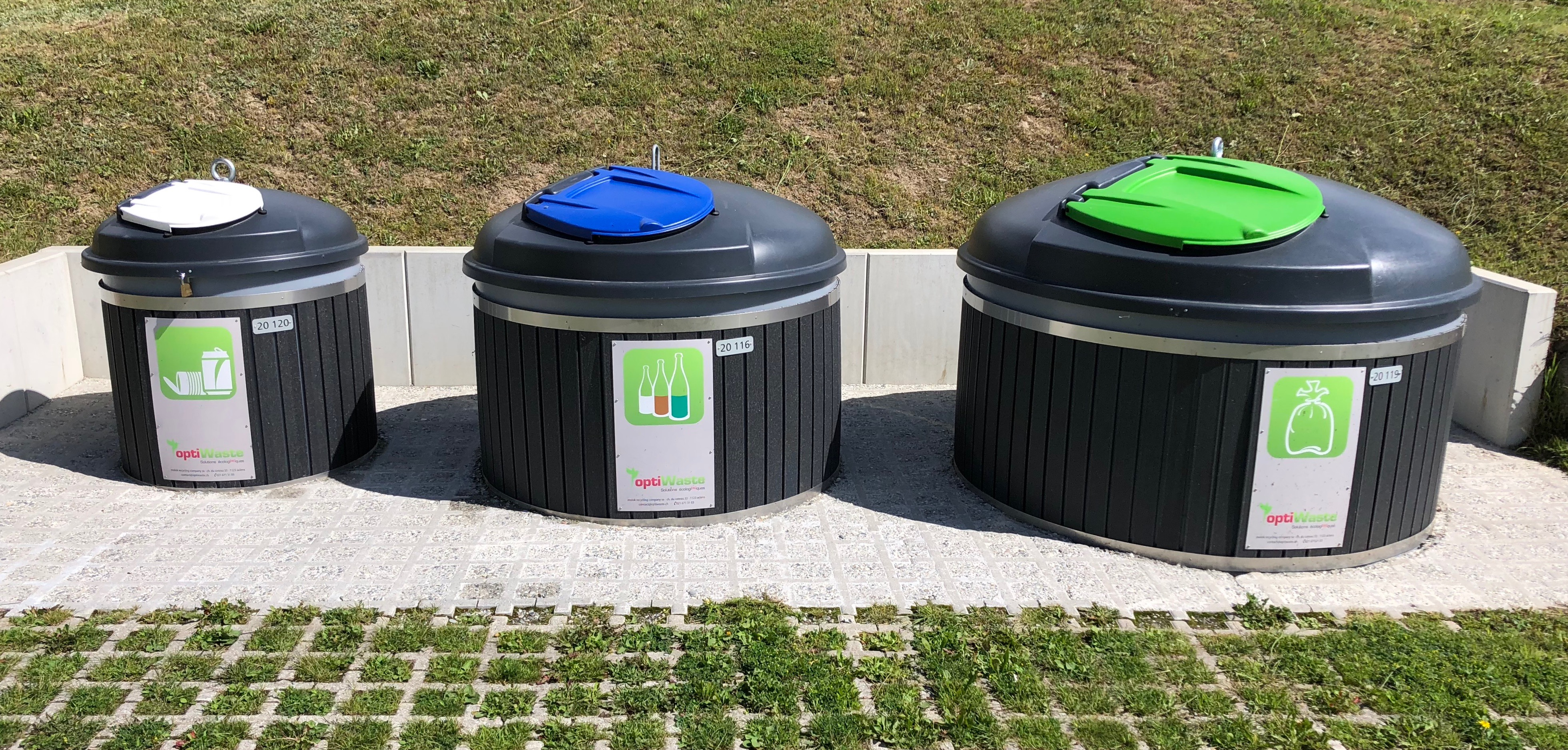
Contenedores de Molok en Suiza en 2018

Hannu Jokinen fue nombrado director ejecutivo en 2012. Molok había operado anteriormente en el norte de África en Túnez, Argelia y Egipto, pero en 2012 instaló el primer contenedores soterrados Molok en el sur de África, Namibia. Se inició la cooperación con la empresa local Rent-a-Drum. Esto comenzó a producir fundiciones de plástico para contenedores soterrados Molok, a los que combinó piezas importadas de Finlandia.
En 2014, Molok adquirió el negocio de contenedores soterrados de Lassila & Tikanoja. Se había dedicado a la venta de las familias de productos de contenedores soterrados Deepline y Cube desde 2008.
Para la primavera de 2015, 125 contenedores soterrados Molok se habían instalado en Namibia. Rent-a-Drum actuó como distribuidor de Molok en Comunidad de Desarrollo de África Austral. Molok comenzó a colaborar con Lujabetoni, que produce los pozos de hormigón con fibra reforzados para algunos de los modelos de contenedores de basura de Molok. Para 2016, la empresa había suministrado unos 150 000 contenedores. El fundador de la empresa, Veikko Salli, tenía 80 años y continuó desempeñando el cargo de miembro del Consejo y asesor de la empresa. Su hija Marja Hillis gestionaba una empresa concesionaria que fabricaba productos de Molok en Canadá, y su hijo Jari Salli era uno de los propietarios de la empresa. El negocio familiar necesitaba un nuevo propietario y más recursos para su crecimiento internacional. Por este motivo, el 84 % de Molok Oy se vendió a Vaaka Partners. De forma simultánea, la empresa se dividió en dos partes. Las instalaciones industriales y las operaciones de almacenamiento se mantuvieron en la antigua empresa, ahora llamada Salli Kiinteistöt. Se designó a Jari Salli como director de Salli Kiinteistöt Oy.
La facturación de Molok en 2017 fue de 20 millones de euros.
En 2019, Molok estrenó su primera filial: Molok France, y en 2020, se abrió Molok España. Marko Penttinen comenzó como presidente y director ejecutivo en agosto de 2020.

## Organización
Además de su oficina y producción en Nokia, Molok Oy opera a nivel internacional en más de 40 países, incluidas las oficinas de ventas en Bélgica y China. Cuenta con dos filiales: Molok France y Molok España.

### Molok North America
Marja Hillis, de soltera Salli, hija del fundador de Molok, Veikko Salli, fundó una empresa autorizada llamada Molok North America que fabricaba productos Molok en Canadá a finales de la década de 1990.
La empresa y su planta de montaje se encuentran en Mount Forest, Ontario. En 2003, Molok inició su propio negocio de recolección en el área de Kitchener-Waterloo en Canadá.
En 2018, la empresa operaba en todo Canadá y su fábrica cubría 3.000 metros cuadrados. Hillis falleció en marzo. En 2020, Molok North America se encontraba entre las 400 principales empresas canadienses con mayor crecimiento clasificadas por la revista The Globe and Mail. También ha estado en la lista PROFIT 500, mantenida por la revista Canadian Business que clasifica las empresas de más rápido crecimiento de Canadá en 2013, 2014 y 2015.

## Productos

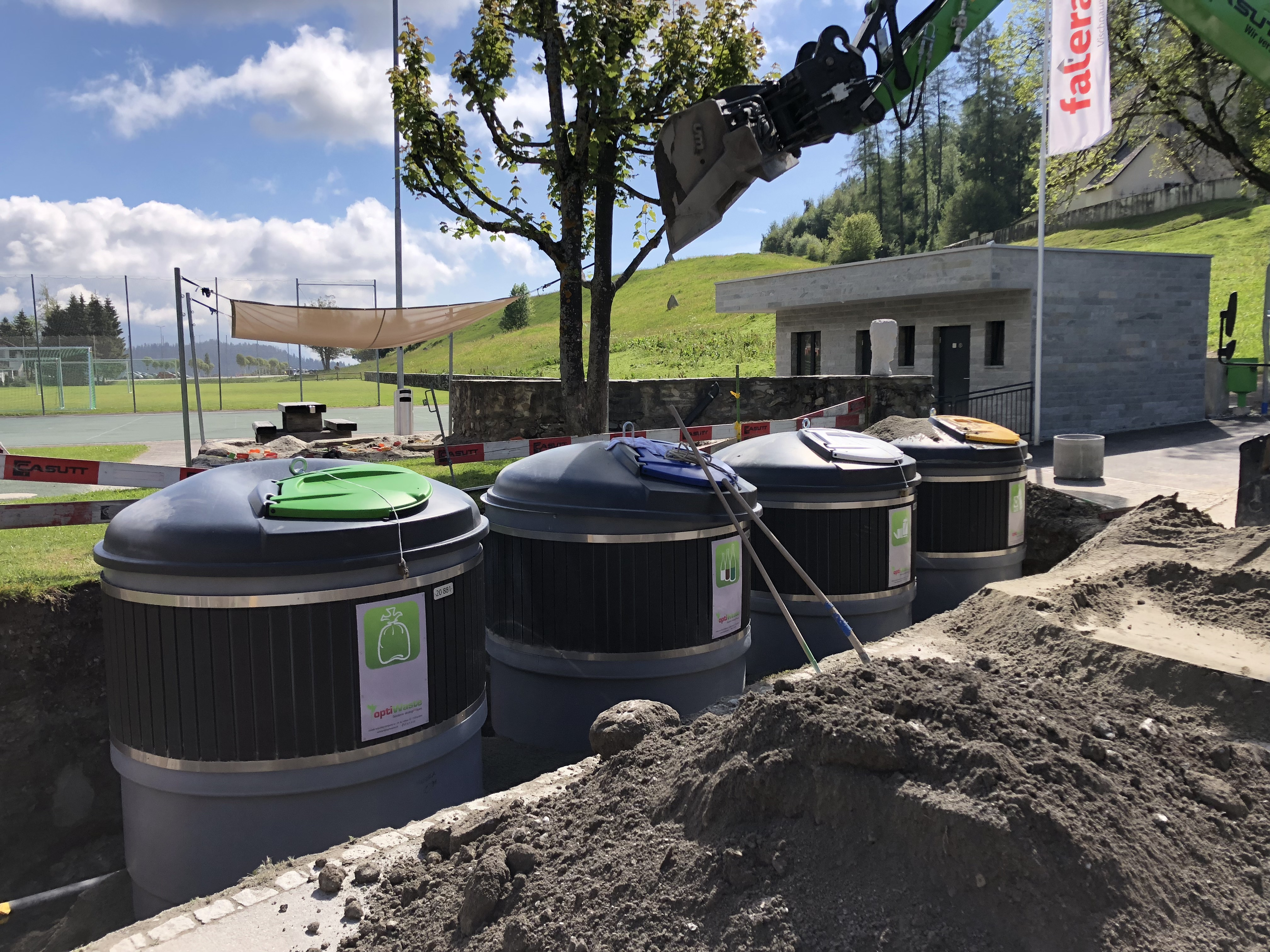
Instalación de los contenedores de Molok

El sistema semisoterrado Deep Collection de Molok fue desarrollado por el fundador de la empresa Veikko Salli. Molok produce sus contenedores bajo demanda. La empresa también vende contenedores cuadrados hechos de hormigón. La parte principal de los envases se realiza mediante una máquina de moldeo rotacional.
El concepto básico de los contenedores de recogida soterrados es un contenedor de basura parcialmente bajo tierra con volúmenes que oscilan entre los 800 y los 5000 litros.  La basura, dentro de un terreno que la mantiene fresca y protegida de la luz del sol, se conserva durante más tiempo de lo normal y también se comprime mejor. Esto se debe a que la verticalidad del contenedor aprovecha la gravedad, lo que permite a los residuos nuevos comprimir los residuos de debajo de un modo más compacto. Gracias a la gravedad, el contenedor puede albergar más de basura.

## Reconocimientos
- En 1995, Molok se convirtió en el primer sistema de recogida de basura extranjero en pasar la prueba medioambiental de Alemania y adquirir el derecho a utilizar la etiqueta ecológica (Umweltzeichen).[8]
- En 2007, Molok recibió el premio a la iniciativa empresarial de la región de Pirkanmaa.[31]
- En 2017, Molok recibió el premio a la economía tecnológica limpia de The New Economy Magazine.[32][5]